# 禄莱

祿萊（德語：Rollei，德語發音：[ˈʁɔlaɪ]）是一間製造光學產品的德國公司，以双反相机禄莱福莱著称，该照相机在胶卷照相机中拥有前驱的地位。
該公司於1920年在不伦瑞克创立，一开始的名字是（福兰克和海德克精细工艺和光学作坊），经过多次改名和更改公司形式后1962年称为、1979年、2004年）。2006年公司大本营前往柏林，而生产则依然留在不倫瑞克。2007年它被分成三个公司。位于柏林，主要负责专业产品（中片幅相机、放映机），主要负责欧洲的消费者产品（35毫米影片数码照相机），则负责摄影测量法。
1960年代末当时已经过时的禄莱福莱销售量下降，因此公司决定扩大产量和产品种类。但是这个措施却是当时还相当小的禄莱公司无法实现的。1970年公司在新加坡创办了自己的生产线，在相机工业中此举有领先意义，但是却使得公司为德国精良产家的声誉遭到打击。1982年公司在多次改组后决定局限于中片幅相机和少数其它产品。1986年添加了测量系统，从1991年开始公司也生产数码和现代傻瓜相机。

## 1920年至1928年

### 创办
雷因赫·海德克是福伦达在不伦瑞克的照相机厂的工头，1916年他设计了一种新的胶卷照相机，但是在厂内没有人采纳他的设计，因为厂里的人担心这样的照相机无法解决胶卷的平面问题，此外当时生产的照相底板相机的销售也很好。海德克无法筹募足够的资金来开办自己的工厂。在他妻子的催促下他把自己的设计给前福伦达职工和相机商人保罗·福兰克看。福兰克对这个新设计非常欣赏，因此提供了7.5万马克的资金并在其它来源又筹募了20万马克的资金。1919年11月两人申请开办福兰克与海德克公司。1920年2月1日他们的申请正式通过。
公司最初的厂房是租用的一些住宅，这幢房子在第二次世界大战中没有被毁，今天依然存在。当时房子里的其它房间被用作舞蹈学校，但是因为工厂的噪音舞蹈学校很快就被迫停止教课了。一年后福兰克和海德克就已经扩展到整幢房子，1922年公司的营业情况非常好，他们获得银行贷款开始自己买不动产。

### 立体照相机
为了尽快使得公司起步福兰克和海德克决定生产立体照相机。当时这种照相机非常热门，而海德克对它们也很熟悉，因为福伦达也生产这种相机。为了避免被人指责他们仅仅是拷贝他们买了几个不同的品牌，设计了一个有两个蔡司公司天塞镜头（f/4.5，55毫米）的立体照相机。寻找物镜（f/3.2）被放在这两个物镜之间。天塞镜头是当时最敏锐的物镜了，在美国也很受欢迎，尽管美国有本地的好产品。蔡司在国际上的声誉非常高，而福兰克和海德克则利用这个声誉，这也是他们没有使用便宜物镜的原因。这台照相机使用45x107毫米底板。这台照相机是对福伦达的报复，因为他们没有给予海德克更大的自由。
出乎意料这台照相机非常成功。1923年他们开始生产胶卷立体照相机（117型），这个时候也产生了禄莱这个名称（Rollfilm-Heidoscop，胶卷立体照相机，的简称），这个名称后来成为了公司的名称。

### 通货膨胀时期

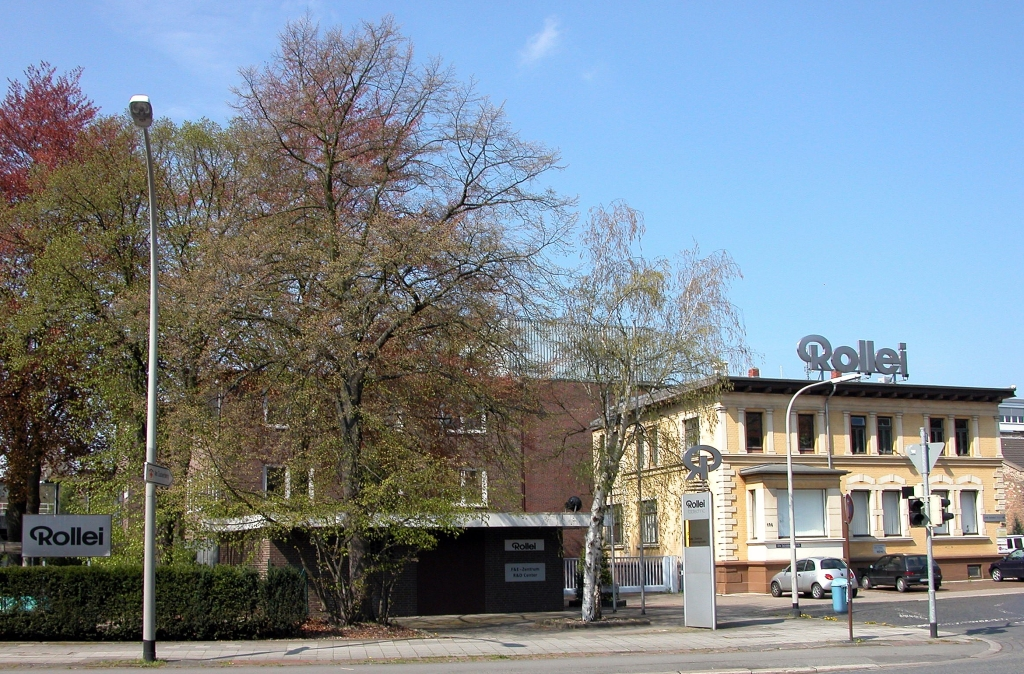
不伦瑞克的禄莱厂

1923年德国通货膨胀，福兰克非常巧妙地利用禄莱的出口稳定了公司的经济。
与此同时公司还购买了新的场地：因为工厂的噪声不伦瑞克的市议会反对工厂设立在居民区内，因此要求工厂搬家。1923年1月10日公司签署了一份在当时的市区外购买六万平方米地基的合同。由于当时通货膨胀厉害，因此到最后这个地基等于白送。虽然公司买了地基，但是却没有立刻开始建造厂房，而是打算先看新照相机的销售情况再说。福兰克建议在当时的经济状况下先等一等再研制新产品，海德克同意这个观点。

### 禄莱福莱

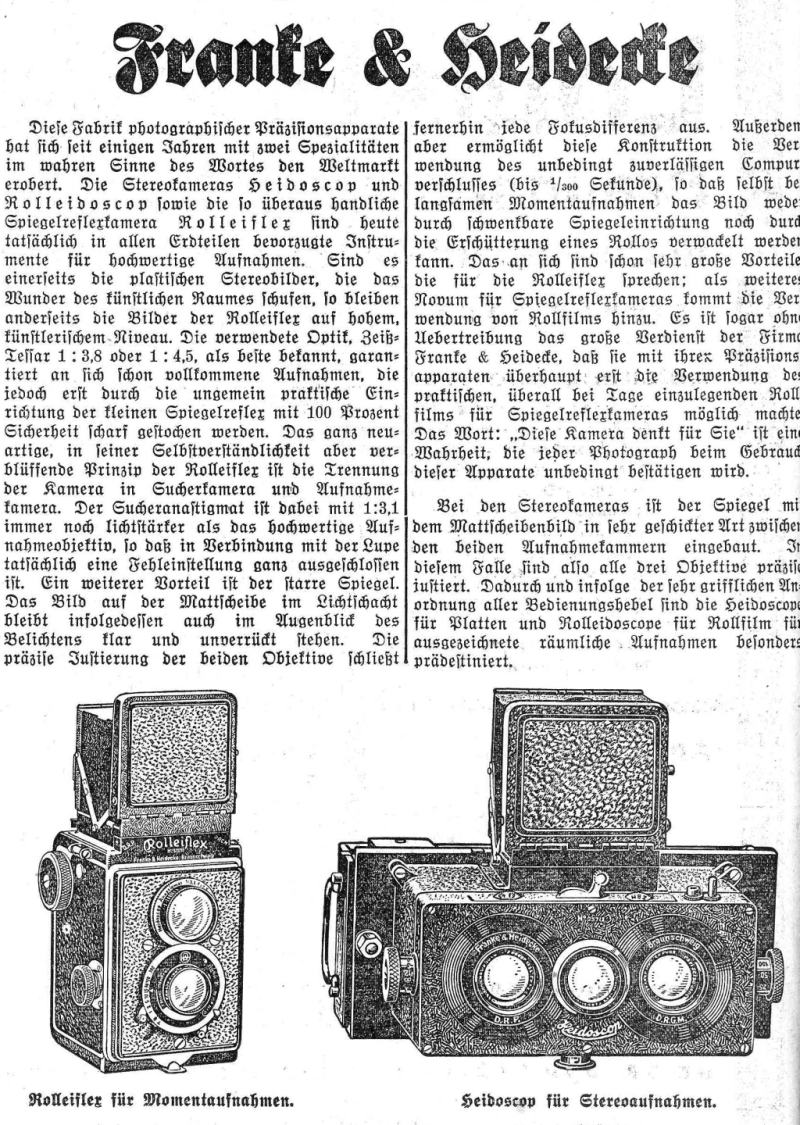
20年代的广告

1927年新照相机的样品终于制成：禄莱福莱。这台照相机的设计原则是可靠性，因此它有铝制的注塑外壳。海德克在设计物镜暗箱的时候避免使用皮革蛇腹，因为他本人对皮革蛇腹的印象非常不好：1916年的时候他试验一台柯达相机，有一次他把相机忘记在地窖里，结果他找到相机的时候蛇腹被老鼠啃坏了。这个经验使得他认识到假如一台相机要能够在热带也被使用的话不能有使用腐烂的原材料。因此禄莱福莱也没有布制的快门，而是使用康帕快门。
这台新照相机的距离调节是靠更改物镜的架子达到的，它有一个金属“蛇腹”，它的盒子边上有金属板。非常重要的是这些板可以平行滑动，海德克为此发明了非常巧妙的机构，这是这台照相机成功的主要原因：在物镜开口后面的光路周围有一个中心齿轮，这个齿轮又带动四个小齿轮，上下左右各一个。每个小齿轮带动一根齿条，每根齿条和物镜架相连。由于使用的原材料非常好因此这个机构即使在多年使用后依然非常耗用。只有铝制的取景器和相机背板需要小心对待。但是因为公司急于生产，因此这个弱点没有被修改。
1928年又造了一台样品，9月10日公司开始正式生产系列照相机。当年共制造了14台相机。12月11日11时公司邀请记者参加产品展出。福兰克专门为此印制了传单。一份杂志甚至基于这个基础上写了一篇试用报道，虽然他们实际上并没有试用。而且当时他们也没有想到要提供试用照片，在记者招待会上旁边放的产品盒子里面实际上是空的。

## 1929年至1950年

### 新工厂
新相机供不应求。虽然它并不便宜，但是在第一个月里就已经有800个订货。带f/4.5物镜禄莱福莱的出售价为198國家馬克，带f/3.8物镜甚至于225國家馬克。由于它的销售这么好因此公司可以贷款建造新工厂，而且在大萧条时期非常成功。至1932年为止在老工厂还生产了23,720台相机，在新厂址公司建造了面积2000平方米的两层楼厂房，在这里每年可以生产两万台相机。1930年新工厂启用。虽然新工厂有公共交通，但是毕竟在市中心外，因此为厂内的309名职工还建造了一座食堂和一家商店。

### 小福莱
海德克的妻子建议他设计一台“女式照相机”，一台小型福莱。这是第一台有卷胶卷用的摇臂的照相机。这台小福莱使用127型胶卷和f/2.8的60毫米焦距物镜。但是它的销售量很小，因此战后它一开始没有被生产。公司领导人当时的分析是由于许多摄影师没有放大器械因此他们直接从底片翻版。而小福莱的底片太小了，产生的照片也太小了。因此直到1957年禄莱才重新生产小福莱，当时的售价为355德国马克。这台相机一直生产到1968年。一开始它是灰色的，从1963年开始是黑色的。但是战后的小福莱也只出售了6.7万台，尽管此时大多数摄影爱好者有放大装置，此外这台相机还可以用来拍幻灯片。

### 摄影室相机
1932年一个著名的柏林摄影师所罗门·卡恩问禄莱是否可以提供大型9厘米x9厘米的福莱。作为理由卡恩说因为他的顾客想把底片带走，因为他们不信任照片的持久性。而胶卷比底板要好保存。
实际上卡恩没有说他的原因，因为他是犹太人，而禄莱支持纳粹党来获得足够的人力。摄影室的主人把他的作坊的水给停了，因为他怕把作坊租给犹太人会惹麻烦，想以此来逼走卡恩。因此摄影师只能在家里印照片，而胶卷比底片运输起来要方便，另外使用胶卷摄影机的话他也可以在家里工作。
在不伦瑞克禄莱觉得在设计了小型相机后设计一台使用222型胶卷的福莱是个好主意，并打出了“所见即所得”的口号。这样的相机可以大大地减轻摄影师在作坊内的工作量，因为此前摄影师必须弯腰在一块黑布后面调整照相机，并且这样和他的摄影交谈。但是因为小福莱不成功因此禄莱这次比较小心，他们首先造了一些实验相机。除了柏林的卡恩外禄莱还向国外送了些实验相机，一台送给进口商，另一台请进口商交给当地的著名作坊作为样品。卡恩被捕后没有其他人询问作坊相机，因此这个项目被停止。这台摄影室相机一共生产了14台，今天只有一台被保存下来在不伦瑞克市博物馆内。

### 禄莱可德

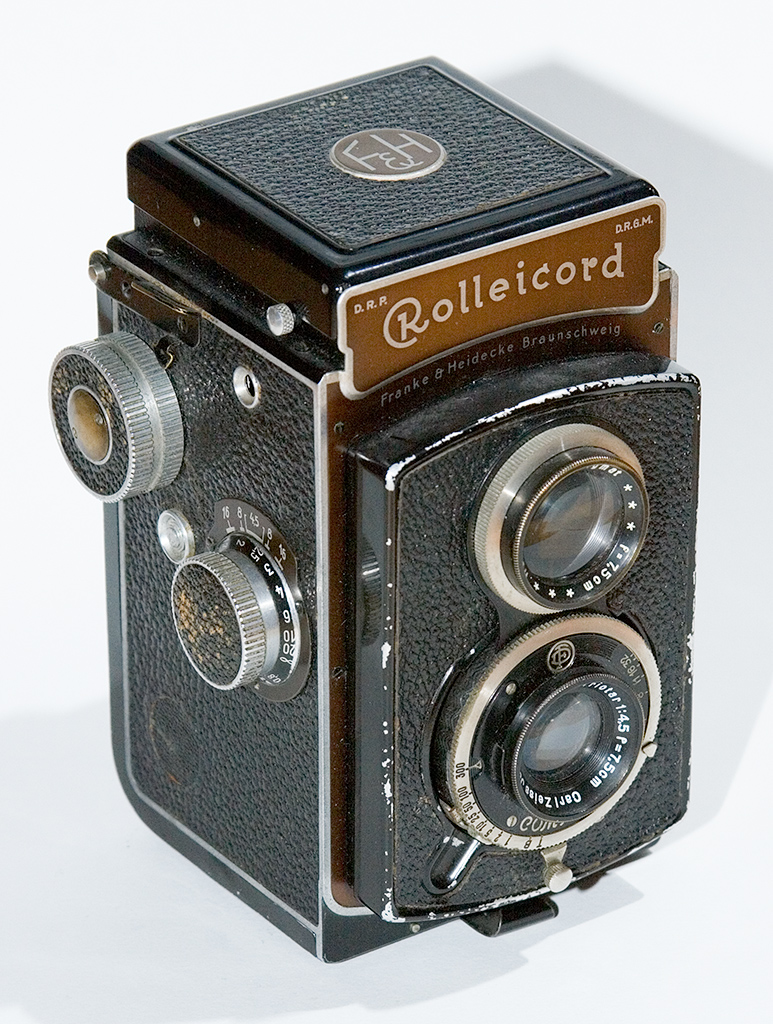
禄莱可德

1933推出的禄莱可德（Rolleicord）是一款比较便宜的福莱，它使用比较简单的物镜，钢板制的背板，卷胶卷用的是按钮，而不是摇臂。它是第一台没有自己的计数装置的相机，胶卷背面的数码标志着有多少照片曝光了。这台相机的售价为105国家马克。到1976年它停产为止一共生产了2,699,505台。

### 自动福莱
1937年6月禄莱推出自动福莱（Rolleiflex Automat），这是照相机技术中的又一巨大创新。至此为止摄影师必须在曝光后重新拉紧快门和传送胶卷。自动福莱则通过转动传送胶卷的摇臂同时也拉紧快门。这不仅加速了照相机的操作，而且摄影师不会忘记传送胶卷导致双重曝光。
在1937年的世界博览会上福莱获得大奖，使得它赢得了许多注意力。公司的两位创办人对自己的前程充满信心，因此立刻签署条约建造新厂。这座新厂共三层楼，3000平方米面积，可供又700名职工工作。1938年二号厂完工，同年已经生产了30万台照相机。海德克后来回忆说自动福莱是他最得意的照相机。

### 第二次世界大战
由于第二次世界大战的爆发以及纳粹德国的战争经济从1940年开始禄莱没有再推出新型号。立体照相机的生产被停止。由于储存在“敌国”的外销产品被没收因此禄莱蒙受财产损失。控制和官僚主义使得向中立国出口也非常困难。由于国外市场消失，福兰克将职工数目减小为600人。

#### 军事产品
与当地的竞争对手福伦达一样除民用照相机外禄莱也生产军事产品，比如双筒望远镜、浅望镜、望远镜瞄准器和炮兵經緯儀的精确光学组件。禄莱为研究和生产这些器械花了很多的钱和资源，同时也依然保持小规模的民用开发，比如研究闪光灯的同步。禄莱照相机也在军事侦查中被使用。
不伦瑞克是德国军事工业中心之一，因此遭到了非常强烈的空袭。城市被毁严重。1944年1月15日以继夜8月13日禄莱的工厂也遭破坏。至1945年4月12日不伦瑞克被占领退出战场为止整个工厂65%被毁。

### 战后
不伦瑞克属于英占区。英国支持禄莱继续营业，甚至帮助禄莱从苏占区获得了一些物镜。禄莱重新开始工作时有72名职工，到1945年圣诞节已经增长到172名，所有1945年生产的产品全部是为英国国防部生产的。由于蔡司在苏占区，因此禄莱开始使用位于德国西部的施耐德的物镜，其质量与蔡司差不多。
1950年春福兰克逝世对禄莱是一个巨大的打击。

## 1950年至1963年

### 黄金年代

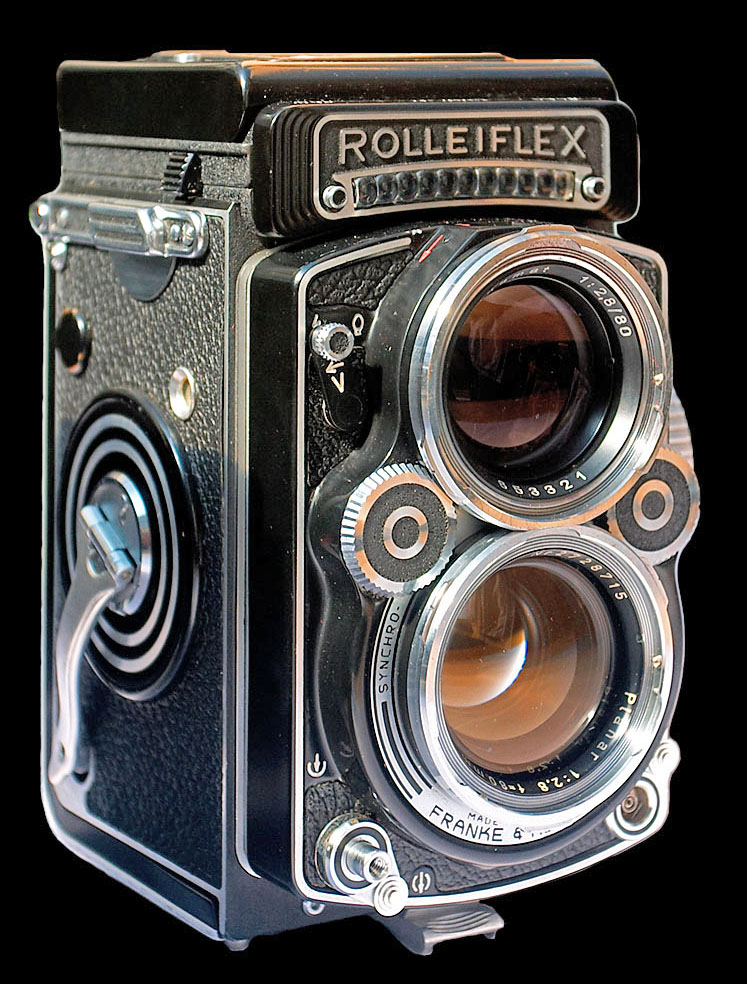
禄莱福莱

保罗·福兰克的儿子霍斯特·福兰克继承父亲的位置。在他的领导下总的来说公司的成就没有他父亲那么好，尤其是公司缺乏灵活性来适应改变的情况。比如在危机时期公司没有裁员，而保罗·福兰克在战争开始后立刻就裁员了。
一开始禄莱还是没有敌手，因此可以不断提高销售量。在1950年代里几乎所有职业摄影师都使用禄莱福莱，许多爱好者也适用这台相机。这台相机有500多个仿制品，其中半数以上来自日本。到1956年禄莱的工厂已经有1600名职工了（同年第一百万台相机出售），1957年职工数甚至提高到2000名。

### 禄莱福莱的发展
潜水先驱汉斯·哈斯问禄莱是否可以获得一个为水下摄影特别设计的外壳。禄莱设立了非常巧妙的可以到水深100米的水下外壳。它由两个铸件组成。上半部含有装在调焦屏后面的棱镜。在它的上部还有可以用来调节速度和光圈的转轮。下半部左侧有调节距离的装置，右侧有传送胶卷的摇臂以及计数装置。此外外壳上还有一个换不同滤光镜的转轮。此外还可以装上一个特殊闪光灯，为了使用闪光灯外壳内还得装进一个电池壳。
到1956年为止所有的仿制品全部无法达到真正禄莱福莱的品質。但是1956年玛米亚出现了。日本的这个型号有三个不同的双重物镜：普通、望远和广角。此后还出现了其它焦距55毫米至250毫米的镜头，其中有一个的取景器甚至有光圈以便使用取景器来控制景深。而禄莱则只提供一个固定的普通物镜，作为配件禄莱只有一个望远镜头，提供四倍放大。这个镜头被装在物镜的前面。取景器只是在屏幕前装一个遮挡，图像本身不被放大。蔡司还提供两个双镜片的镜头。这个镜头也是装在物镜前。望远镜头放大1.5倍，重327克，可以把四米外的镜头准确地投入取景器。广角镜头放大0.7倍，重437克，在一米外其取景器图像与照片一致。所有这些镜头都需要在应用时把图像质量调低两档，因此与可换镜头相比就差了。
作为对玛米亚的反应禄莱设计了一台类似的照相机，把它给记者测试。虽然记者对这台新照相机的评价很好，但是禄莱觉得无法设计精度足够高的可换物镜，这使得专业人员觉得很奇怪。作为妥协1959年望远禄莱上市，它使用蔡司f/4，135毫米镜头。这台照相机尤其适用于肖像照相。计划中使用150毫米焦距的相机没有生产。1961年推出了广角禄莱，使用f/4，55毫米物镜。这台相机仅生产到1967年，除特殊型号外它是最少见的禄莱照相机。它特别适用于拍摄许多人参加的活动。
到他1960年逝世為止海德克始终在设计新相机。此时已经没有人在监督他注意成本了。比如他设计了一个型号为的相机，光是为组装就需要造一些非常昂贵的工具，由于这台相机的销售量不高，因此它实际上亏本。这和爱克发的设计原则正好相反。爱克法适用把尽量多的型号放进同一外壳。
这台相机售价435德国马克，对于爱好者来说是相当贵的。它有一砷测光表，可以自动调节从1/30至1/300秒的快门速度以及3.5至22的光圈。相机上只有两个旋钮，一个是调距离，另一个有1/30秒的闪光灯快门速度和的夜间摄影速度。售价为498德国马克的也可以手动设定曝光数据。

### 1960年左右的情况
1950年代末双眼中片幅相机的市场已经饱和。爱好者和记者转向35毫米相机，而作坊摄影师则转向单眼中片幅相机。这些单眼相机虽然非常贵，但是它们有胶卷盒，因此可以非常快地换胶卷，它们还有可换物镜。
在这方面市场上领先的是瑞典公司哈苏。哈苏从1948年开始生产，这个型号有技术问题，它的快门工作不良。1952年推出的的快门速度有限制来解决这个问题，但是这个型号的快门也有问题。因此它一开始并非禄莱的对手。但是1957年推出后情况变了。禄莱对此没有做出反应，因此没有针对哈苏的新型号推出自己的产品。因此禄莱的销售出问题，导致公司自己的经济困难。最后霍斯特·福兰克辞职。

### 全新新产品

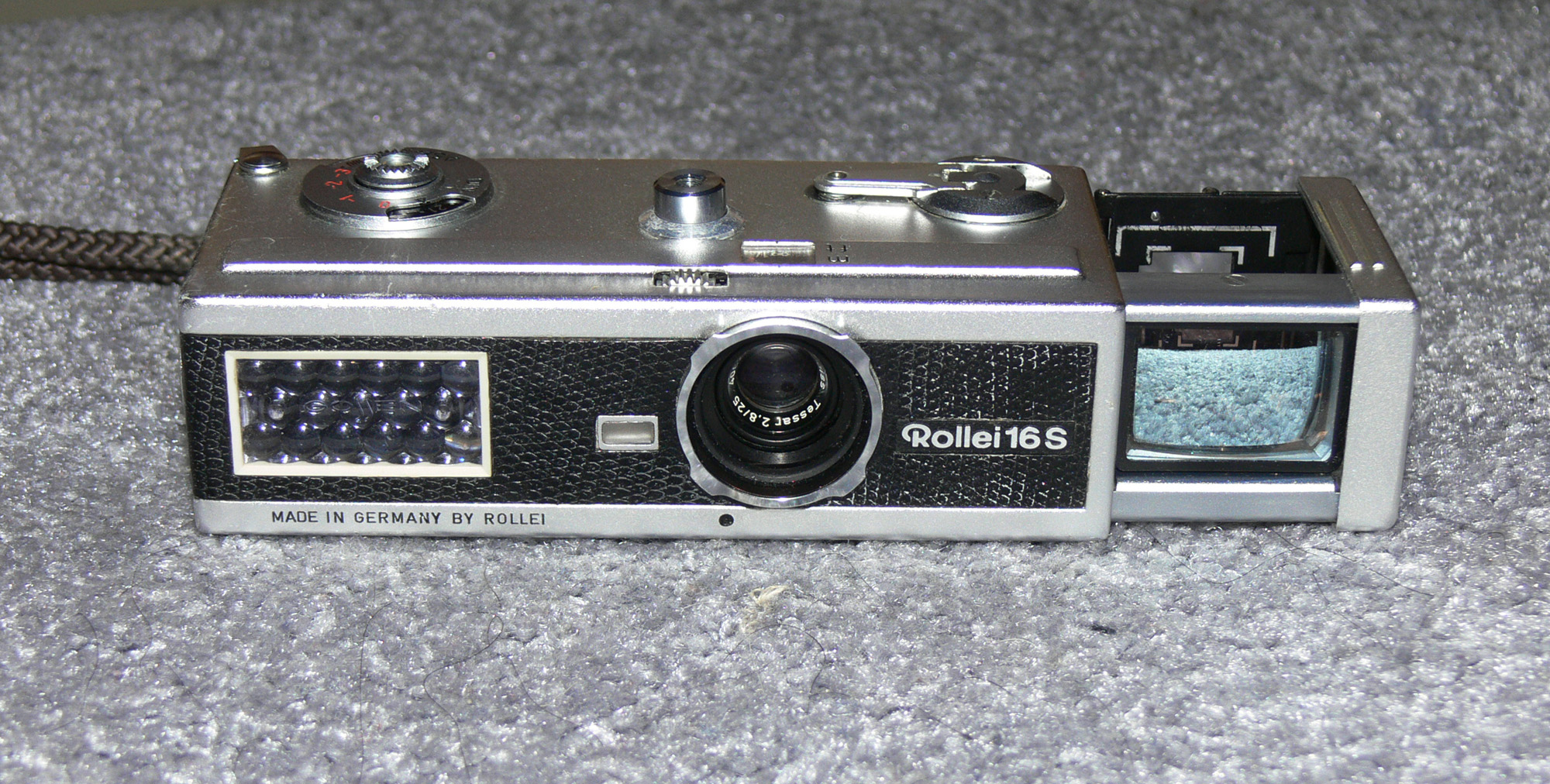
禄莱16S 蛇皮16毫米微型相机

1960年第一台禄莱幻灯机出台：可以放映5x5厘米和7x7厘米的幻灯片。它有两个系统，右边的放小幻灯片，左边的放中型幻灯片。这个幻灯机卖价398.60德国马克，另加97.50马克的标准镜头。被生产至1978年，继它之后的许多其它禄莱也为公司提供了重要的资金周转。远
1963年推出的禄莱16是战后的第一个全新设计。这个微型相机使用12x17毫米胶卷，蔡司的f/2.8，25毫米焦距天塞物镜，售价425马克。它使用的16毫米胶卷型是当时德国照相机工业认为这是未来的热门型号。徕卡和韦尔金也设计了这样的照相机。禄莱16的技术与它的价格匹配。镜头对焦范围从40毫米到无穷，此外还有配件有广角和望远附加镜头。1965年还推出蛇皮包装的禄莱16S.
禄莱使用特殊的18幅16毫米单边带孔胶卷，当时没有任何胶卷公司愿意生产这种胶卷，因此禄莱必须自己生产它。黑白胶卷卖5马克，彩色胶卷卖12.50马克，这种胶卷一直生产到1981年。由于胶卷选择有限因此这台照相机的销路欠佳，共生产了2.5万台。由于禄莱为它花费大量广告费，这台照相机没有解决公司的困境。

## 1964年至1974年

### 对产品方向的新定义
为了使得禄莱重新回到盈利的状况来，公司领导请人写了多份鉴定。汉堡物理学家海因里希·佩瑟尔（Heinrich Peesel）的鉴定只有五页长，是所有鉴定中最短的，因此特别引起了公司领导的注意和赞许。虽然佩瑟尔提出了许多要求，他还是被聘请为经理。
1964年1月1日38岁的佩瑟尔上任，他立刻开始追寻一个非常冒险的政策。这个政策虽然一开始有成效，但是最后以灾难结局。他的基本主意是在所有照相领域活跃，而不是把精力集中在一个产品上。这个政策与公司至此为止的政策正好相反。比如英国占领军在问禄莱公司成功的秘诀的时候公司的回答是没有秘诀，只有25年的经验和把精力集中在一种相机上。
佩瑟尔分析了所有新产品计划，决定生产：
- 禄莱35，一种袖珍照相机
- ，相当于哈苏的500
- 幻灯机，这是一种非常集中小巧的幻灯机，它的幻灯盒可以装32枚玻璃和至72枚装在硬纸框里的幻灯片。不同厚度的幻灯片框可以随意混合。

此外佩瑟尔还提高了广告费用，提高了生产效率，120名有领导作用的职工被解雇了110名，厂内的提议程序被加强。禄莱的新产品很受欢迎，因此1963年在战后的第一次萧条中禄莱盈利提高到30%。1964年的周转为2400万马克，1970年提高到8500万马克。但是此后的产品没有这么受欢迎，公司新建的厂房也过大。

### 禄莱66
专业媒体已经相当长时间地报道将推出“特级禄莱”的报道，但是直到1966年禄莱66才被推出。这是一台单眼照相机，一台系列相机。它有一个内在的蛇腹，它的物镜架可以向前或者向后转8度，因此它可以造成沙姆普弗鲁克原理。另外它的物镜可以反过来装上，这样可以不用其它配件就做1：1.5的微距攝影。配普通镜头（f/2.8，80毫米）它的售价为2778马克，此外它还可以配一系列其它镜头：
- f/4，50毫米（1075马克）
- f/4，150毫米（1075马克）
- f/5.6，250毫米（1075马克）
- f/5.6，500毫米（2263马克）
- f/5.6，1000毫米（4537马克）
- f/5.6，120毫米（1250马克）

禄莱对哈苏的500终于做出了反应，但是这个反应应该在1960年就做出了。在广告上禄莱也犯错误，禄莱把精力集中在爱好者市场上，但是这个市场的盈利少，而且日本竞争非常强烈。而徕卡和哈苏则在摄影杂志中给昂贵的相机做广告，同时也让杂志的记者帮他们写文章。因此66的普及并不高，虽然如此这台相机是禄莱没有倒闭，并能够保持其声誉的原因。1984年推出的外形上没有变化，但是内部装有一个测光表。其它物镜也不断推出，其中包括鱼眼镜头f/3.5，30毫米、f/4，40毫米和一个带中心快门的f/4，150毫米镜头以及其它许多配件。1986年推出的只有闪光灯测光表。这个系列的最后一个型号是，是1992年推出的，壳子的部分位置上镀金。

### 禄莱35、35S

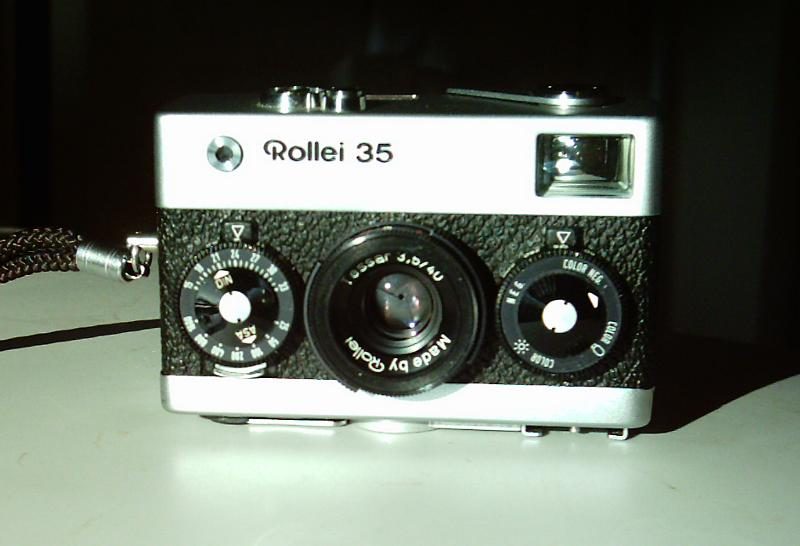
禄莱35

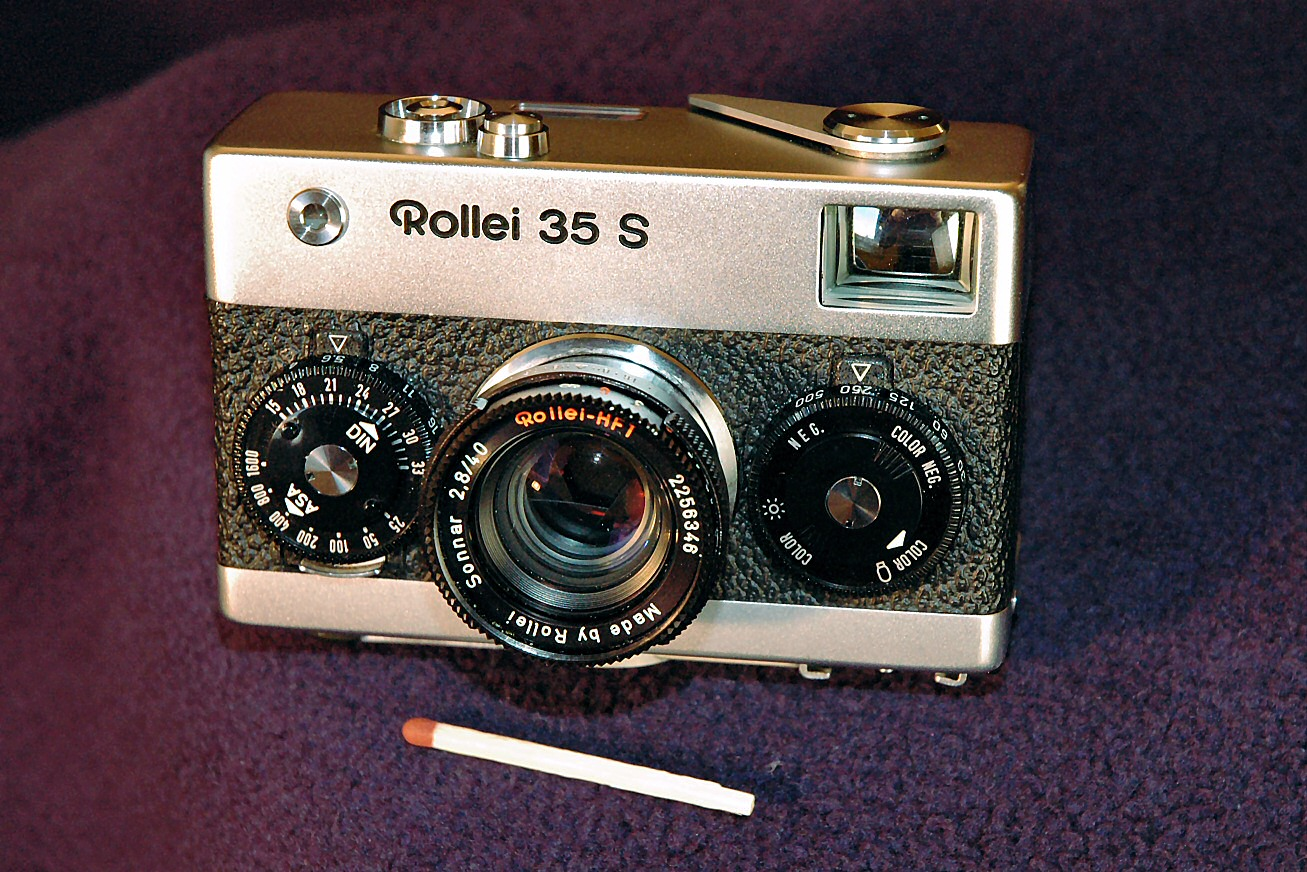
禄莱35S

禄莱 35是当时世界上最小的全幅35毫米照相机，配40毫米F3.5天塞镜头，康普快门，（1/2、1/4、1/8、1/15、1/30、1/60、1/125、1/250、1/500秒），电子测光表。拍出来的照片品質非常好，根本看不出是用袖珍照相机拍的。后来禄莱还生产了高档的的禄莱35S，使用蔡司f/2.8，40毫米SONNAR物镜。

### 禄莱26

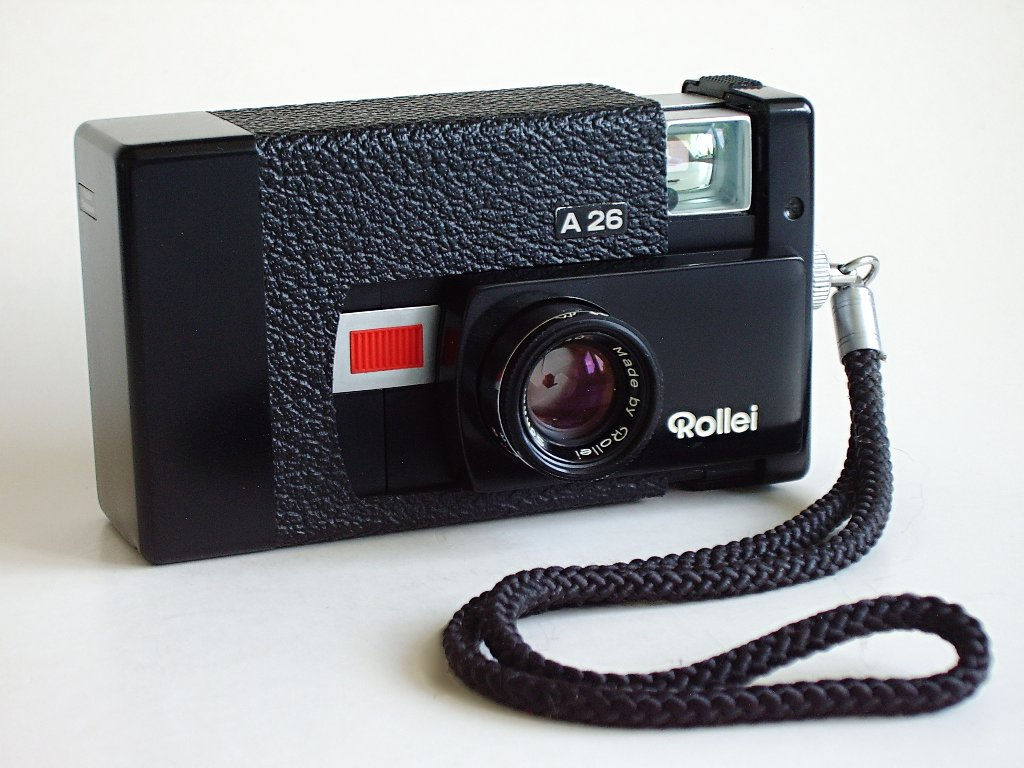
禄莱A26

禄莱26是一台带可换物镜的傻瓜相机。它虽然被看作是126型胶卷中最好的相机，但是这种胶卷只有新手才使用。珂达也有一台反光傻瓜相机，但是禄莱推出这台相机的目的在于为自己的胶卷作广告，而不一定是为了赚钱。这台照相机的生产费用很高，但是只出售了2.8万台。它的售价为628.23马克，广角镜头f/3.2，28毫米的售价为232.43马克，f/4，80毫米镜头的售价为282.88马克。

### 禄莱35
单眼反光照相机越来越受欢迎后1966年禄莱也开始设计这样的照相机。这里的竞争对手是实力非常强的日本公司，它们能够在杂志里登许多广告。他们也经常邀请销售商去日本参观工厂。
禄莱35于1970年推出，它相当小巧，售价675马克，从技术上和价格上均能与日本竞争对手匹配。在设计上它效仿销售量最高的宾得，但是不比这个榜样强。
禄莱使用自己的接口。除标准f/1.8，50毫米物镜外其它镜头有：
- f/2.8，25毫米
- f/2.8，35毫米
- f/2.8，85毫米
- f/4，135毫米
- f/4，200毫米

在这方面禄莱长期落后，当时日本公司已经有鱼眼广角镜头、望远镜头和变焦镜。虽然在1970年代里很少有爱好者买这些镜头，但是在广告中说“有焦距7.5至800毫米的镜头”比有“25至200毫米”的镜头听上去有前程。因此禄莱扩大了它的镜头：1973年禄莱35已经有16个物镜了。
1974年出场的350是35的后继型号，它的销售不佳。1976年禄莱的出乎意料地退出市场，禄莱取而代之地推销体积比较庞大的。这台相机当时实际上已经过时了，而且还不很可靠。从它研制的是禄莱的第一台有速度自动的相机（比日本公司晚四年）。虽然由于它在新加坡大批量生产因此比较便宜，但是其销售量远远没有达到预期的数额。
禄莱自己的研究追寻一个正确的道路：在中片幅相机中不断加入越来越多的电子元件。但是1978年推出的电子可靠性却没有达到要求。
此前佳能已经推出了第一台有微处理器的小片幅反光照相机，而柯尼卡是第一台多性能自动照相机，因此禄莱的产品没有创新的意义，也没有获得重视。因此它的销路不佳。
从1970年代中开始越来越多的人买配件商生产的物镜，因此禄莱的处境越来越困难，它很难维持本来已经相当小的市场占有率。因为禄莱照相机的普及小，因此许多配件根本不提供“禄莱插座”。
因此禄莱的顾客主要不是热衷于摄影的爱好者，而是想要支持这个德国商标的人，他们实际上很少摄影，因此也不需要其它配件。虽然如此禄莱出售了33万台和12万台。

### 闪光灯
1967年推出的禄莱闪光灯鲜为人知，因为在市场上已经有许多不同的型号了。不光照相机厂商生产闪光灯，而且许多收音机厂商也生产闪光灯。
禄莱的是第一台“电脑闪光灯”，售价548马克，但是没有能够在市场上领先多久。没有亮度控制的型号的售价为357马克。此后禄莱还推出了许多其它型号。从1968年开始也开始生产摄影室闪光灯。禄莱闪光灯的一个特征是在闪光灯内有以普通的灯，摄影师可以用它来控制光线以及测量光圈数据。

### 超8
随着超8的出现窄片幅市场极其兴旺。佩瑟尔注意到这一点，因此他认为禄莱也必须朝这个方向发展。但是由于在不伦瑞克没有生产和研制这样的相机的余地，禄莱从其它厂商购买相机贴上禄莱的商标出售。

### 于耳茨
由于在不伦瑞克的厂无法承受这么多不同型号产品的生产，而且在不伦瑞克也没有合适的劳动力，因此佩瑟尔寻找一个不伦瑞克外分厂的地点。这个地点需要在不伦瑞克附近，最后找到的位置是离不伦瑞克80千米远的于耳茨。从这里开车只需一小时的时间就可以到达汉堡、汉诺威和不伦瑞克。另外这里还有易北河侧运河相连，因此运输原材料方便，作为一个位于两德边境乡村地区的城市在这里办厂还可以获得政府补贴。
分厂总面积三万平方米，上面的工厂面积为六千平方米，计划还要建设两座新厂房。1970年厂房启用，里面生产幻灯机、摄影室用闪光灯，后来和生产放大设备。但是由于许多生产被外迁到新加坡，因此很快于耳茨的厂房就多余了。由于没有人愿意接收这座厂房，因此分厂1977年10月1日关闭。

### 袖珍照相机

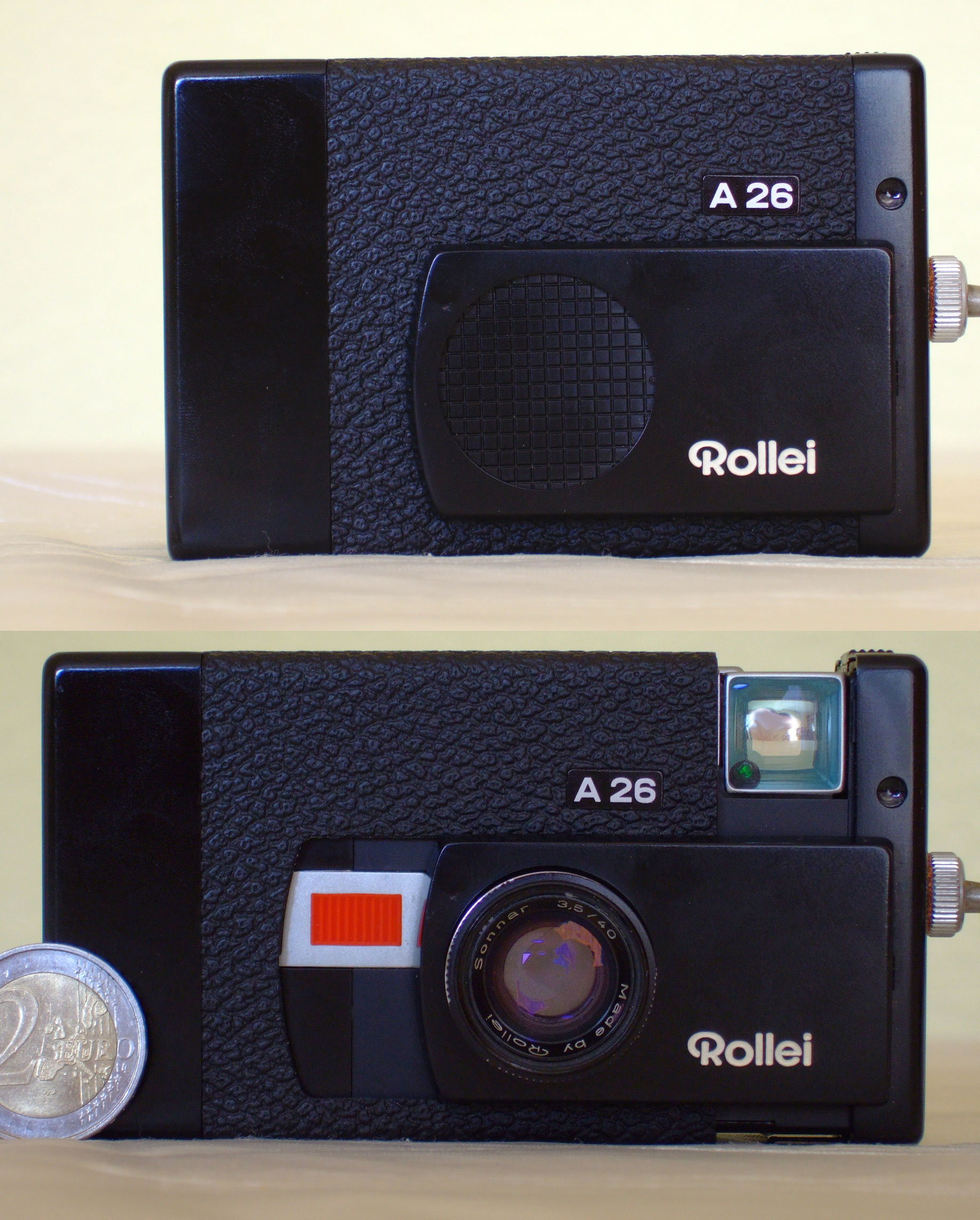
禄莱26

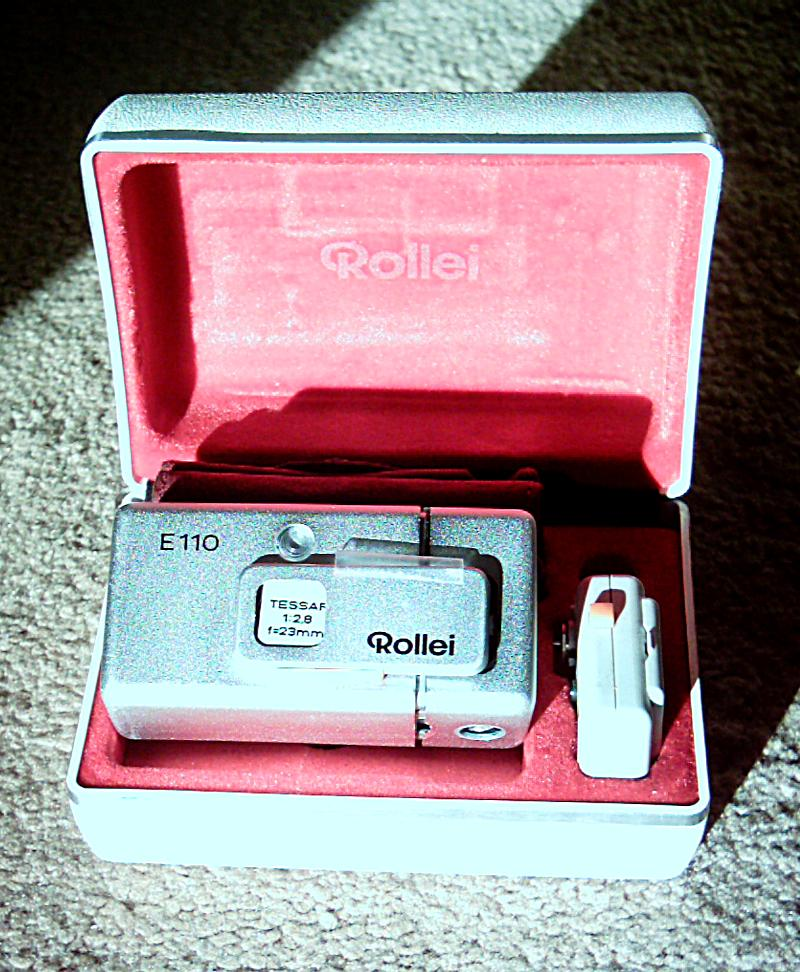
禄莱 E110

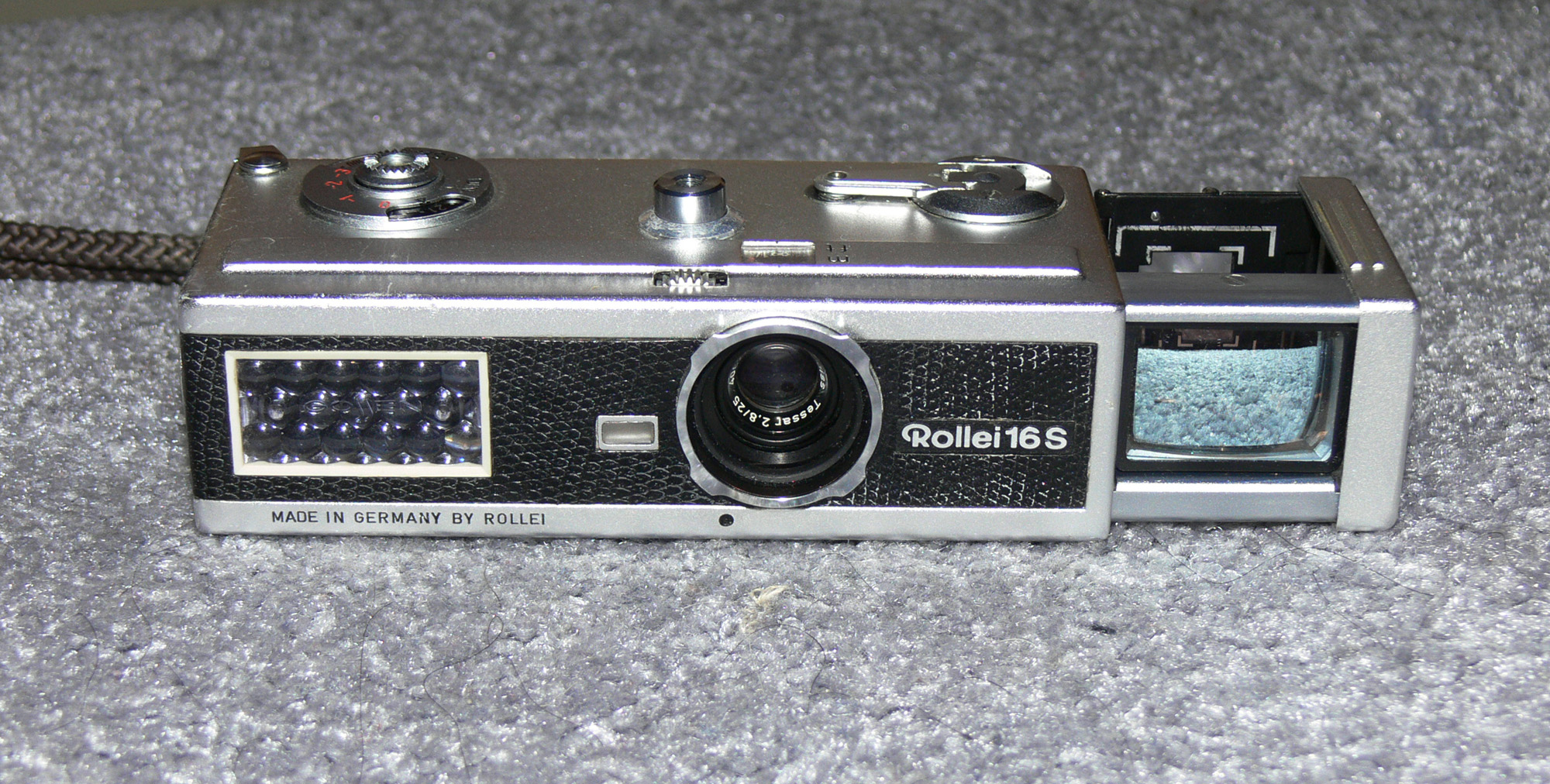
蛇皮禄来16S微型相机

除禄莱16和禄莱35外还有其它小型照相机推出，其中最著名的是A26和|A110/E110。A26是最小的使用Instamatic胶卷的照相机，它的设计巧妙，可以折叠到一起来保护物镜和取景器。A110是一种特别是小的、非常优雅和著名的袖珍照相机。它是继禄莱16后推出的。此后还推出了一种比较便宜的版本：E110。这两种相机的销售均非常好。A26出售了14万台，袖珍相机甚至出售了24万台。

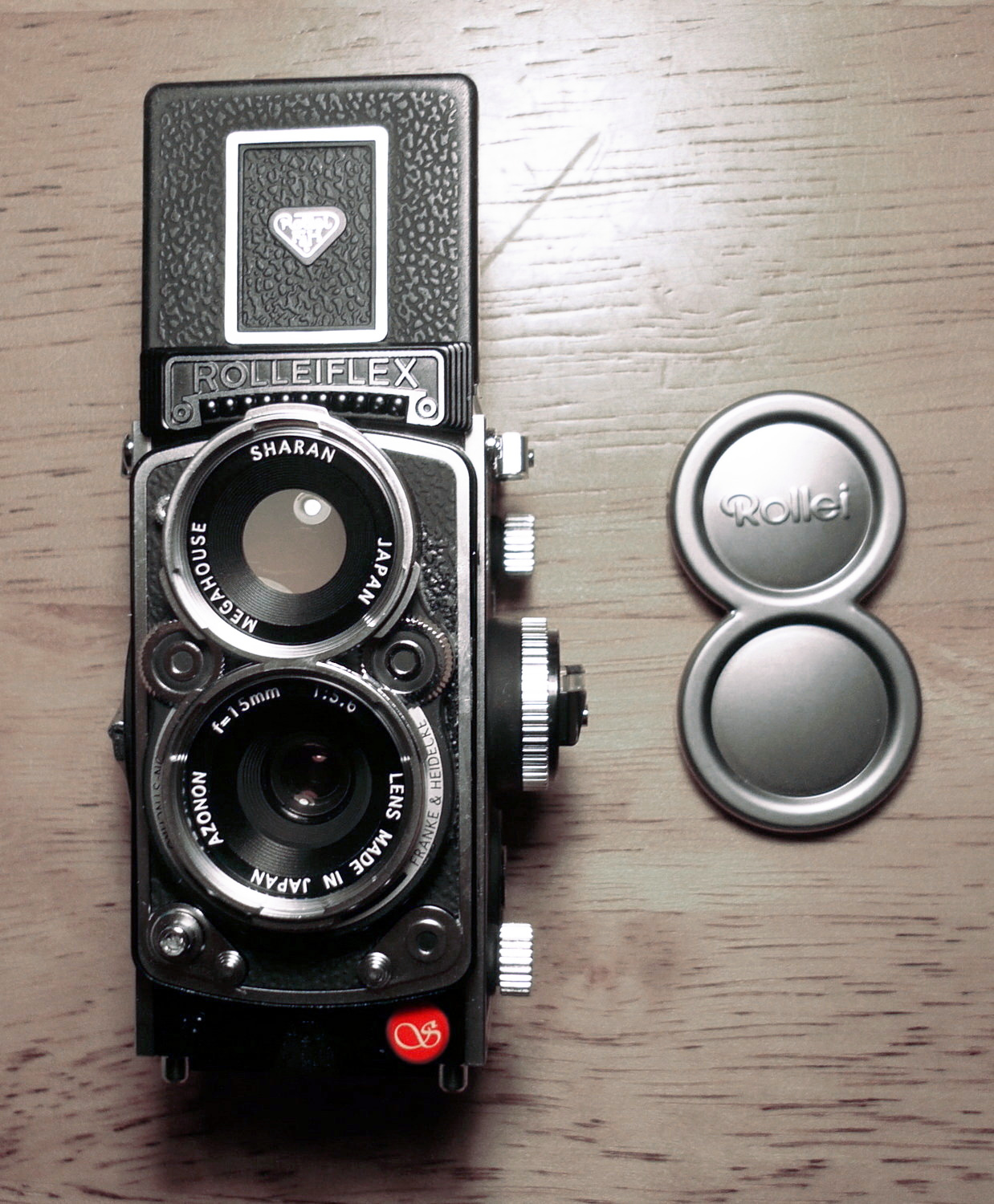
Sharan Megahouse 微型禄莱双反胶卷相机

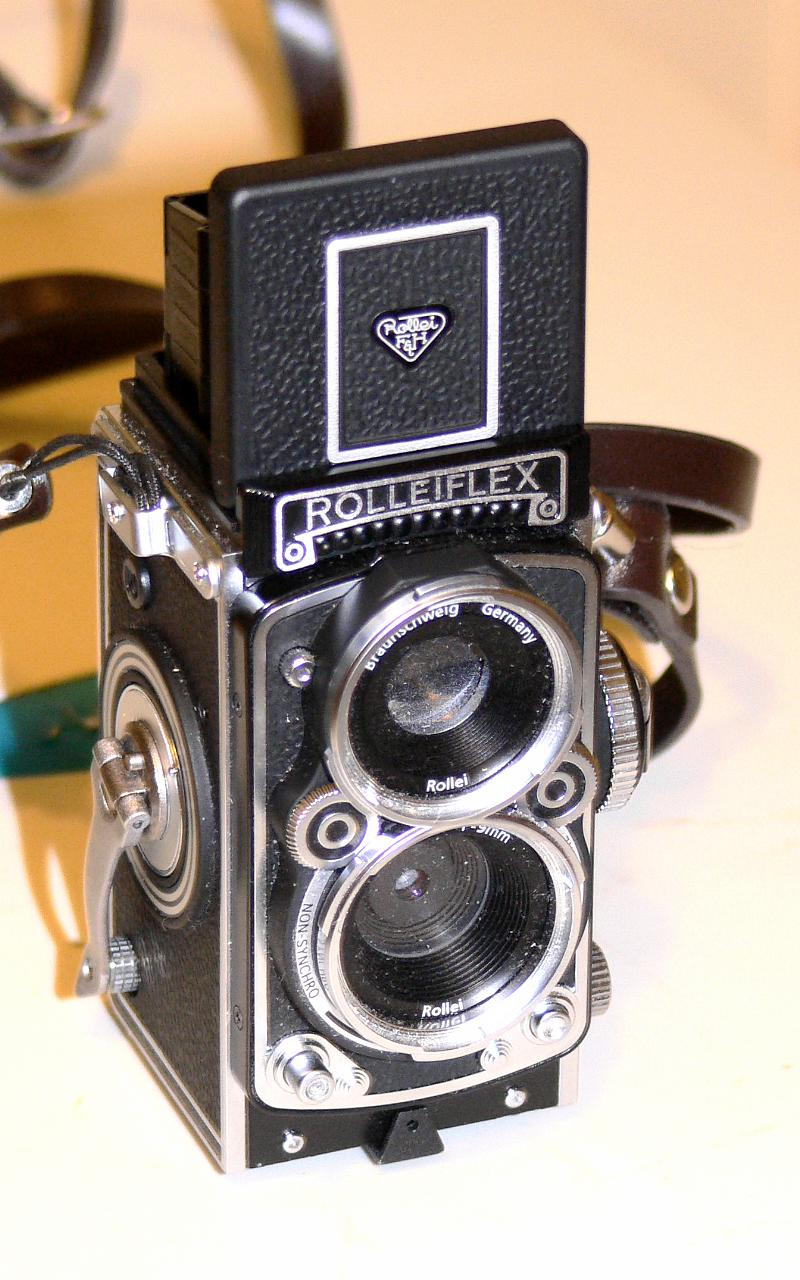
微型禄莱数码相机

从1977年至1979年禄莱让日本厂商Sharan Megahouse生产了迷你禄莱数码相机和胶卷相机。
从1974年开始还出现了不同传统式的135型胶卷小片幅照相机，其中包括禄莱35XF。有些是在日本生产的。

### 新加坡
由于本来比较便宜的德国工资不断上升佩瑟尔于1970年与新加坡政府交涉。佩瑟尔希望获得在新加坡独家生产照相机的权利，作为代价他许愿到1980年为止在新加坡雇用不可思议的一万名职员。
这座厂的开办甚至使得国外大为吃惊，因为即使日本公司也没有能够在亚洲大陆上开办精密生产工厂。从法律上新加坡禄莱是一座独立的公司，但是没有任何研究部门。
1974年禄莱在不伦瑞克有1648名知名，在于耳茨有314名职工，在新加坡有5696名职工。虽然禄莱把爱好者产品全部挪到新加坡去了，而且禄莱35的销售非常好，但是在新加坡没有这么多产品来让这么多职工生产，因此从1979年开始新加坡厂也开始接受外包为其它公司生产。
1981年德国禄莱倒闭，当时新加坡厂97%的生产是禄莱自己的产品，因此该厂也被迫关闭。公司的新主人成立了一个新公司，买下了新加坡厂以便今后重新在亚洲生产。
禄莱当然无法靠自己的力量投资这样的扩张，这个扩张主要是依靠北德意志州银行和黑森州银行资助的。这两座银行因此也成为公司的股东。当时这样不谨慎的贷款还是很常见的。

### 福伦达
1971年8月23日不伦瑞克的福伦达关闭。佩瑟尔建议蔡司公司、下萨克森州和禄莱各出三分之一的钱收购福伦达，福伦达的名称和商标权利全部被禄莱收购。1972年3月1日成立了福伦达光学厂，厂内的320名职工为禄莱和蔡司相机厂生产物镜，另外300名前福伦达职工被禄莱招收。
1972年蔡司相机厂停工，1974年福伦达销售公司成立，又开始出售照相机。但是在福伦达和禄莱的产品之间没有明确的区分，许多型号两个商标都有。从经济角度来看收购福伦达对禄莱来说没有利益，禄莱因此既没有获得新德里产品也没有获得新的顾客，而且由于新加坡厂没有足够的工作因此实际上禄莱也不需要更多的生产力和职员。

## 1975年至1981年

### 缩小
1974年禄莱的周转仅1.37亿马克，但是损失3700万马克，8月26日佩瑟尔辞职。公司的总债务高达五亿马克，公司97%掌握在银行手中。银行甚至打算解散禄莱，最后还是决定重组比较变异，提出以下要求：
- 减半新加坡的职员数
- 在不伦瑞克裁员500人
- 出售于耳茨的分厂
- 解散福伦达光学厂

1975年上半年在德国的职工数目从2400人减少到1800人。4月1日原佳能在德国的头成为公司经理。他的打算是彻底改变售价和销售政策。

### 禄莱

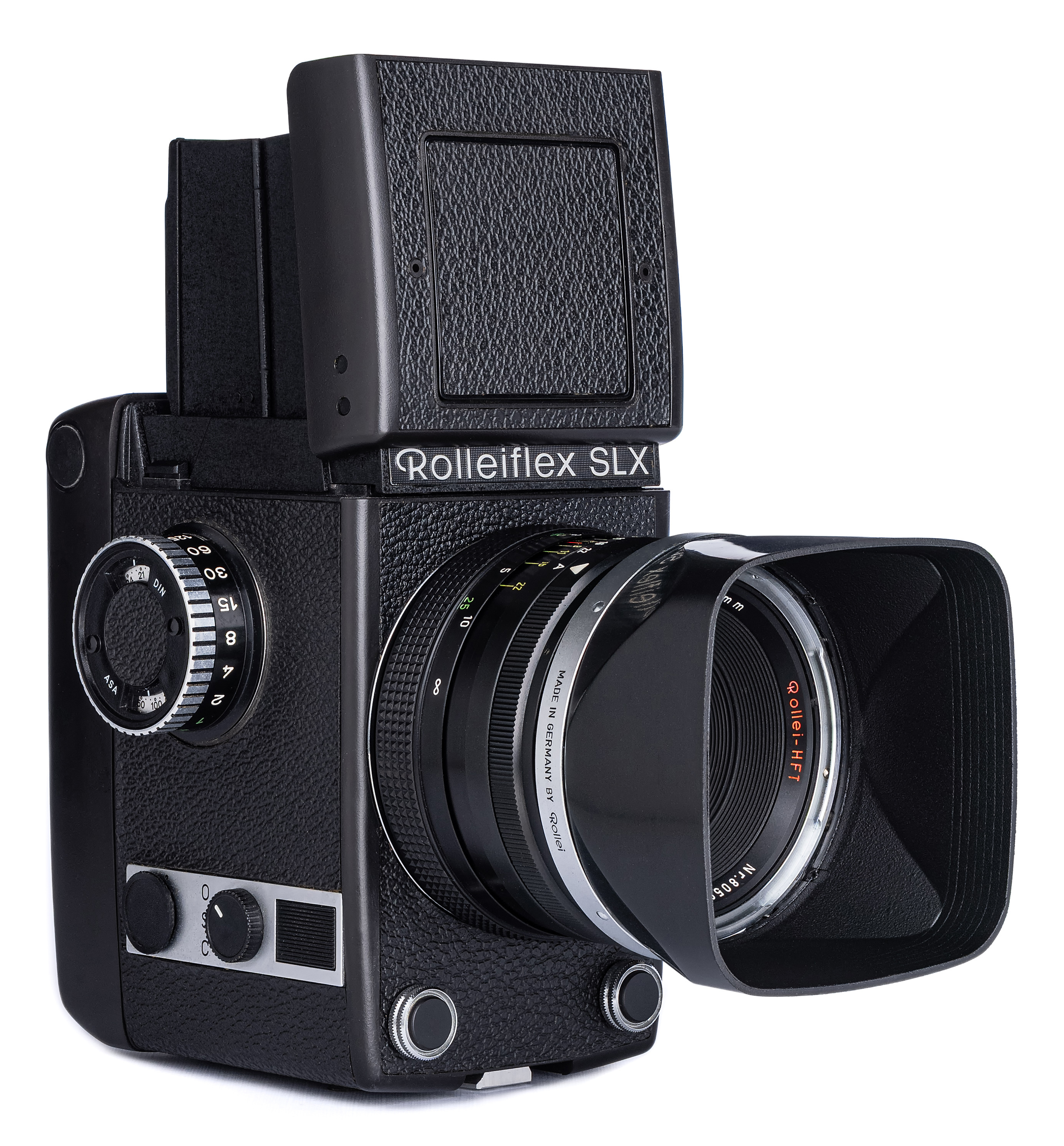
禄莱SLX

早在1973年禄莱就已经在新加坡的厂里向特选的记者介绍了，在1974年的世界影像博览会上它正式露头角，但是直到1976年9月才开始生产。它是世界上第一台微处理器控制的中片幅照相机，在它的物镜里装有直線電動機，它的微处理器可以直接控制光圈和曝光时间。一开始这个技术还不很可靠，但是从一开始其优点就已经非常明显。尤其是禄莱可以以此相对哈苏夺回技术上的领先。哈苏尤其强调其可靠性，而禄莱则强调其简便易用。的售价为5,998马克。

### 投影仪
在1976年的世界影像博览会上禄莱推出了世界上第一台小片幅投影仪。这个产品又使得禄莱获得了许多注重，因为它可以将两张幻灯片连续过渡，过去这样的过渡需要两台幻灯机加上控制装置。的售价为约一千马克，从1980年开始由新加坡厂组装。这个系列出现了许多后继产品，直至今天。

### Rolleimatic

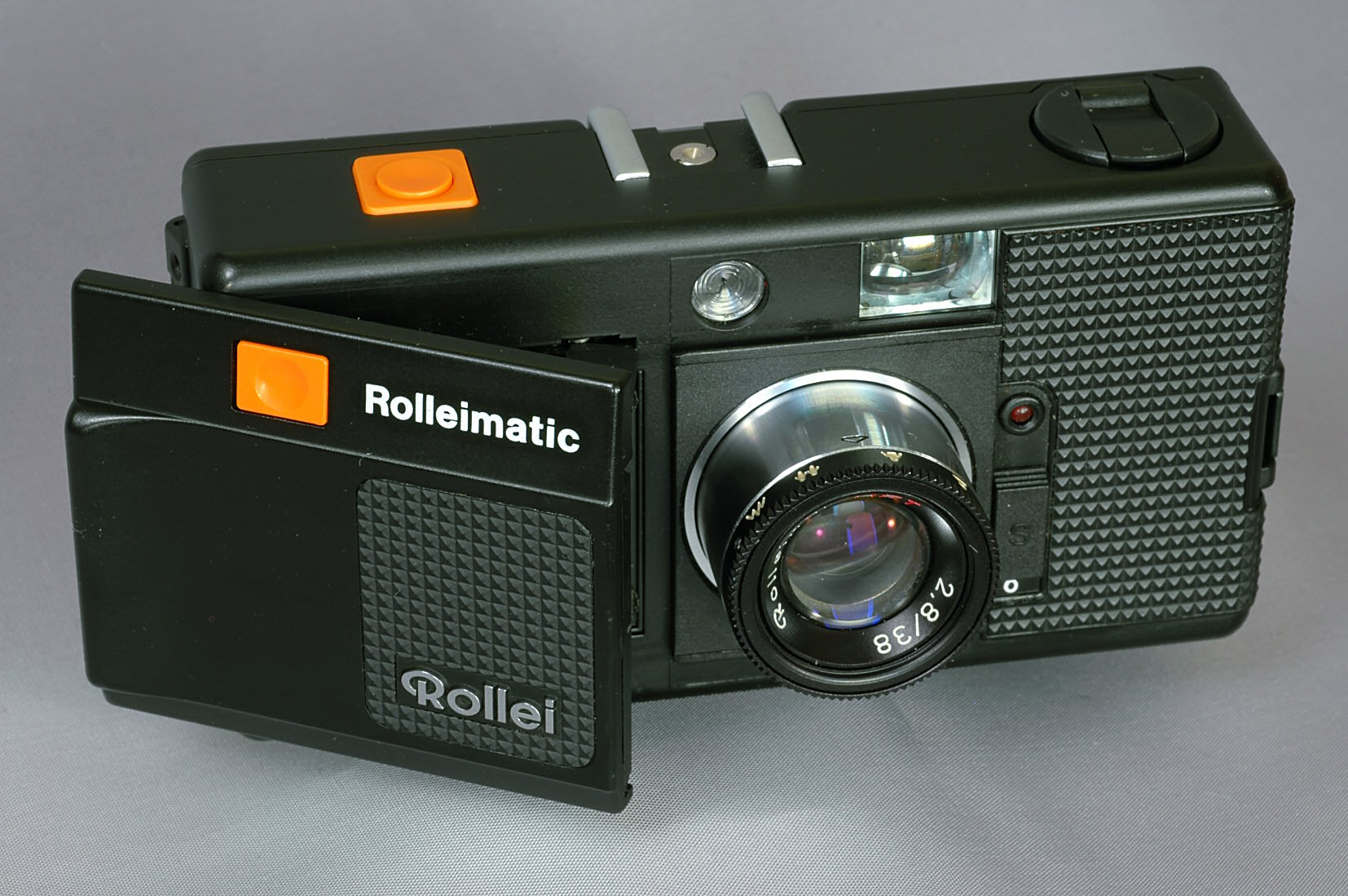
Rolleimatic

### 
是禄莱倒闭前最后一个新照相机产品。设计的原理是要设计一台图像质量高、使用简便的小型照相机。它的设计从1977年开始，生产在1980年6月至1981年9月之间。该照相机没有经过仔细的试用就被投入市场，结果其可靠性不佳。禄莱的倒闭使得其生产很快就结束了。

### 北德意志州银行
新公司经理行动越来越没有计划，为了保住于耳茨的厂他请别的公司帮助设计了一台放大器。虽然当时爱好者家里的实验室非常普及，但是这个市场依然非常小，因此这台产品并未能带来多少成果。虽然在新加坡有足够的生产能力来自己生产，但是出于不同的原因禄莱从日本公司购买了三角架和小片幅物镜。1978年禄莱打算不参加世界影像博览会。2月28日经理被解雇。
北德意志州银行于3月1日指命海因茨·维林为新经理。禄莱还是决定参加博览会，但是它一般占用的位置已经给别人了，因此它必须占用一个新位置。禄莱与巴西的一家公司签署合同允许在该公司在巴西生产和销售幻灯机和放大器。维林也没有成就，他依然保持小片幅反光照相机的生产，甚至还研究了一台新产品，另外他也没有卖掉新加坡的厂。禄莱此时濒临破产，北德意志州银行为它寻找新的股东。

### 汉斯汉茨·波尔斯特
新股东不能是日本公司。愛克發·吉華集團、柯达和蔡司均不感兴趣，最后1981年4月1日德国照相连锁公司的股东汉斯汉茨·波尔斯特（Hannsheinz Porst）成立了德国照相公司，接受了97%的德国禄莱资本，并表示可能从北德意志州银行买下97%的新加坡禄莱的资本。北德意志州银行的董事会主席评论道：“我终于把禄莱摆脱掉了。”
汉斯汉茨·波尔斯特的介入使得各方都感到奇怪因为他自己的公司也处于危机之中。当时也有许多猜测到底谁是这个交易的后台。比如有人怀疑爱克发是后台，通过波尔斯特在台前来躲避反托拉斯法律。禄莱的新经理有两人：一名前爱克法职员负责技术和波尔斯特本人。
波尔斯特公布的计划为：
- 撤出袖珍照相机市场
- 不进入廉价市场
- 小片幅小型照相机
- 高档小片幅和中片幅系统
- 幻灯机
- 高档闪光灯
- 不研制自己的超8照相机

这些计划没有引起多少兴趣，对禄莱的信任此时已经丧失殆尽。波尔斯特尤其表示对照相行业不支持他而感到失望。1981年3月起禄莱的周转下降20%。与此同时日元和新加坡元的对价上升，波尔斯特的前任从日本进口相机的政策此时对禄莱更加不利。1981年7月3日波尔斯特向不伦瑞克法院提交调解要求。调解人公布专业部分和服务部分保留，生产至少运行到9月末，从10月开始将解雇人，仓库内的存货价值一亿马克。这些零件被销售。在摄影杂志中登出广告说这可能是最后一次买禄莱照相机部件的机会。福伦达的商标被以十万马克出售。此时公司里还有700名职工。

## 1982年后

### 新股东
1982年1月1日禄莱被分成三个公司：德国禄莱公司至1983年6月30日为止出售库存并提供服务。禄莱建筑公司与其债主北德意志州银行接受禄莱的不动产和建筑物。禄莱摄影技术公司一开始有380名职工，从事生产和销售，从1983年7月1日开始也提供服务。这实际上是一家新公司，它与过去的公司仅有名字相同之处，它的100%的股东是联合科学控股（United Scientific Holding）。这是一家战后在伦敦成立的光电设备厂商。它的投入是通过新加坡联系进来的，和禄莱一样它在新加坡也有一个分公司。
联合科学控股介入的原因是它想进入德国军事市场。因此禄莱开始生产双筒望远镜，除此之外联合科学控股没有对禄莱的照相机项目进行干涉。禄莱仅生产一个军事产品，却从联合科学控股获得了测量和检查设备，否则的话禄莱得自己制造这些设备。因此联合科学控股对禄莱有相当正面的影响。禄莱摄影技术公司把精力集中在系统照相机和幻灯机上。照相机依然在不伦瑞克生产，幻灯机一开始在新加坡生产，从1983年起也转到德国，并打起“德国制造”的商标。只有一个投影仪的生产被外包给一家意大利公司了，其后继产品也在不伦瑞克生产。不伦瑞克的厂只适用原来厂房的四分之一，厂房是租的。由于禄莱未能打入军事市场，因此1987年6月10日联合科学控股以象征性的一马克价格把禄莱卖给了施耐德光学制造有限公司。当时禄莱负债1400万马克。
1995年三星集团成为禄莱的股东，但是由于亚洲金融危机又将它出售。1999年七名经理人员把它买下。2002年11月又卖给了一家丹麦投资公司。

### 禄莱
1981年夏禄莱推出。这是当时唯一的一台有替换胶卷和双重取景器的小片幅照相机。这台照相机的研制从1975年就开始了，第一台样机载1978年的世界影像博览会上露面。一年后因为缺乏资金这个项目被停止，但是最后还是完成了。虽然它的功能很有用，但是价格昂贵，尽管它有从焦距14至1000毫米的物镜，但还是配件有限，使得许多感兴趣的用户望而却步。在1984年的影像博览会上虽然还展示了禄莱3003，但是1994年禄莱彻底从小片幅单镜反光照相机系统撤出了。到1994年自动对焦已经成为小片幅反光照相机的标准，禄莱彻底丧失了其技术上的领先。整个系列的价格很高，其销售对象是高档的爱好者，其总共销售量不到1.5万台。

### 禄莱测量
1986年禄莱开始把测量技术放进它的项目之中。这个项目的起点是公司内部有人询问是否可以把一台照相机改造用来做摄影测量。因此公司内制造了特别校正的照相机以及用来测量照片的计算机程序。这些照相机的胶卷前有一张网格，可以用来做测量。这样的系统过去非常昂贵，禄莱使得它们变得很廉价。在这个项目中禄莱与不伦瑞克工业大学合作。

### 经典项目
在1970年代里双镜禄莱照相机的热衷者越来越少，因此禄莱1976年不再生产了，从1977年开始只有特殊订购生产的双镜照相机。此后对双镜照相机的兴趣虽然有所回复，但是其生产还是完全被停止了。1982年禄莱使用库存的部件制造了1250台镀金的双镜照相机，售价4000马克。但是1987年禄莱又重新开始了双镜照相机的生产，现在当然使用现代化的曝光和闪光曝光测量。当然由于它的产量很少，因此其价格不便宜，售价为约2800马克。
2001年继而推出了现代化的，使用1930年代的商标字体。这台照相机甚至也有一个广角镜。因此目前禄莱生产的双镜反光照相机的数目为320万台，而且还在缓慢提高。在1990年的影像博览会上也展示了一台现代化的禄莱35，带闪光灯它的售价为2200马克。

### 型号

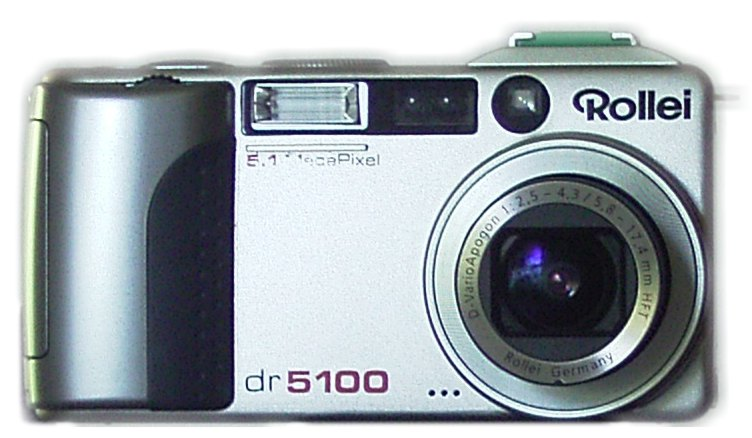
禄莱dr5100

虽然禄莱决定不再介入大众市场了，但是它还是从日本购买小型照相机以禄莱的商标推销给爱好者市场。这些照相机一开始使用小片幅胶卷，后来使用数码。一开始禄莱甚至还自己研制过数码照相机。

### 单镜中片幅系统
目前单镜中片幅照相机是禄莱最重要的产品。1984年露相。它的领先技术使得它成为中片幅照相机市场上销售最好的型号。1986年推出的6002是6006的入门者照相机，它有三个便宜的物镜，这是禄莱首次使用远东中片幅物镜，它使用的其它物镜依然是施耐德和蔡司生产的。1988年推出的6008又提供了更多的电子控制。它的订货量非常好，以至于供货需要五个月的时间。1992年推出的首次可以以1/1000秒的速度曝光。早在1991年禄莱就提供了一个扫描配件，以此进入数码照相机的领域。这也为公司带来了很大的成果。

### 分家
2004年禄莱摄影技术有限公司把其生产部分分出为禄莱生产有限公司。2005年9月禄莱生产公司改名为福兰克和海德克有限公司，原公司创办人的两个孙子成为公司股东。这个公司继续在公司的老地方在不伦瑞克生产中片幅照相机、幻灯机、摄影配件以及物镜。2009年2月27日该公司宣布倒闭，6月30日所有131名职员被解雇。
禄莱摄影技术有限公司改名为禄莱有限公司，已开始出售远东的数码照相机和消費電子產品如设备和数码录像机。它依然拥有禄莱的商标权。它的总部位于柏林。2006年它停止消费查产品的出售。
剩下的摄影测量和特别生产于2007年和2008年合并成禄莱测量。这个公司的总部依然在不伦瑞克，但是只是一个别的公司的部门了。

## 經典照相機
- 祿萊 35S 一部用35毫米底片 和 40毫米Sonnar鏡頭 的輕巧照相機

## 书籍
- Ian Parker: Die Geschichte der zweiäugigen Rollei-Spiegelreflexkameras. Newpro, Faringdon 1992. ISBN 1-874657-00-9
- Udo Afalter: Rolleiflex, Rolleicord. Afalter, Gifhorn 1991. ISBN 3-920890-09-4
- Udo Afalter: Die Rollei-Chronik. Bd 1-3. Afalter, Gifhorn 1990. ISBN 3-920890-02-7
- Udo Afalter: Vom Heidoscop zur Rolleiflex 6008. Lindemanns, Stuttgart 1992. ISBN 3-928126-51-2
- Walter Heering: Das Rolleiflex-Buch. Heering, Halle/Harzburg/Seebruck a. Chiemsee 1934, 1967, Lindemann, Stuttgart 1985 (Repr.). ISBN 3-928126-00-8
- Claus Prochnow: Rollei 35 – Eine Kamerageschichte. Appelhans, Braunschweig 1998. ISBN 3-930292-10-6
- Jorgen Eikmann, Ulrich Voigt: Kameras für Millionen, Heinz Waaske: Konstrukteur. Wittig Fachbuch,  1997. ISBN 393035956-1
- Jürgen Lossau: Der Rollei-Click (1998). 60-minütiger Dokumentarfilm. atollmedien.de (VHS). ISBN 3-9807235-0-X

- 禄莱有限公司的官方网站 （页面存档备份，存于）
- 福兰克和海德克有限公司的官方网站
- 禄莱中国、香港、澳门及新加玻代理Livecoal的官方网站
- ROLLEI 35的一些不同版本介绍
- 禄莱双反 Rolleiflex 双反F系列使用图释
- 禄莱35 ROLLEI 35 简单使用图解